# Helminda pilipennis
Helminda pilipennis är en skalbaggsart som beskrevs av Blanchard 1851. Helminda pilipennis ingår i släktet Helminda och familjen långhorningar. Inga underarter finns listade i Catalogue of Life.